# Memo Vagaggini
Nicodemo Vagaggini, detto Memo (Santa Fiora, 17 giugno 1892 – Firenze, 1955) è stato un pittore e illustratore italiano.

## Biografia
Fine paesaggista, oltre che fotografo, ha partecipato alla Biennale di Venezia, a quattro edizioni della Quadriennale di Roma (1935, 1939, 1943 e 1948) e alle edizioni del Premio Carnegie di Pittsburgh.
Alla Biennale del 1934 Hitler, in visita, rifiutò una veduta di Venezia del pittore Fioravante Seibezzi datagli in dono dal presidente Giuseppe Volpi. Il dittatore si soffermò poi a lungo davanti ad un'opera di Memo Vagaggini, Barche, facendo intendere di preferirla perché diretta e senza troppe sfumature. Scrivono Paolo Rizzi e Enzo Di Martino che il Volpi «si precipitò a donarglielo e, per la prima volta, il Führer sorrise».
Illustrò libri per bambini (Il libro della giungla) e testi teatrali (Lamartine, Shakespeare) per l'editore milanese Corticelli.
Nonostante abbia vissuto e lavorato lungamente a Firenze, città dove si era trasferito nel 1924, rimase sempre legato al territorio di Santa Fiora, del monte Amiata e della Maremma, dipingendone le bellezze. Nel 1930, a più riprese, nei giornali locali senesi e della Toscana meridionale, uscirono articoli che suggerivano la nascita di una nuova "scuola" paesaggistica di avrebbero parte alcuni artisti tra i quali, oltre a Vagaggini, Dario Neri, Roberto Corsini, Angelo Mucci, Vittorio Zani, Bruno Marzi.

## Opere nelle collezioni
- Paesaggio Maremmano, 1929, Fondazione Monte dei Paschi di Siena, Siena
- Vada. paesaggio marino, 1930, Galleria d'arte moderna, Firenze
- Maremma. paesaggio lacustre, 1930, Galleria d'arte moderna, Firenze
- Santa Fiora, 1932, Clarisse Arte, Grosseto
- Marina, 1936, Pinacoteca metropolitana "Corrado Giaquinto", Bari
- Paesaggio, 1937, Casa museo e quadreria Cesarini, Fossombrone
- Natura morta, 1940, Casa museo e quadreria Cesarini, Fossombrone